# Decimus Iunius Novius Priscus
Decimus Iunius Novius Priscus war ein im 1. Jahrhundert n. Chr. lebender römischer Politiker.
Durch Militärdiplome ist nachgewiesen, dass Priscus im Jahr 78 zusammen mit Lucius Ceionius Commodus ordentlicher Konsul war. Ein weiteres Diplom belegt, dass er 80 Statthalter der Provinz Germania inferior war. Die Diplome nennen ihn nur Decimus Novius Priscus, während eine Inschrift aus Messene auch seinen Gentilnamen Iunius bezeugt.